# 亨利八世 (戏剧)

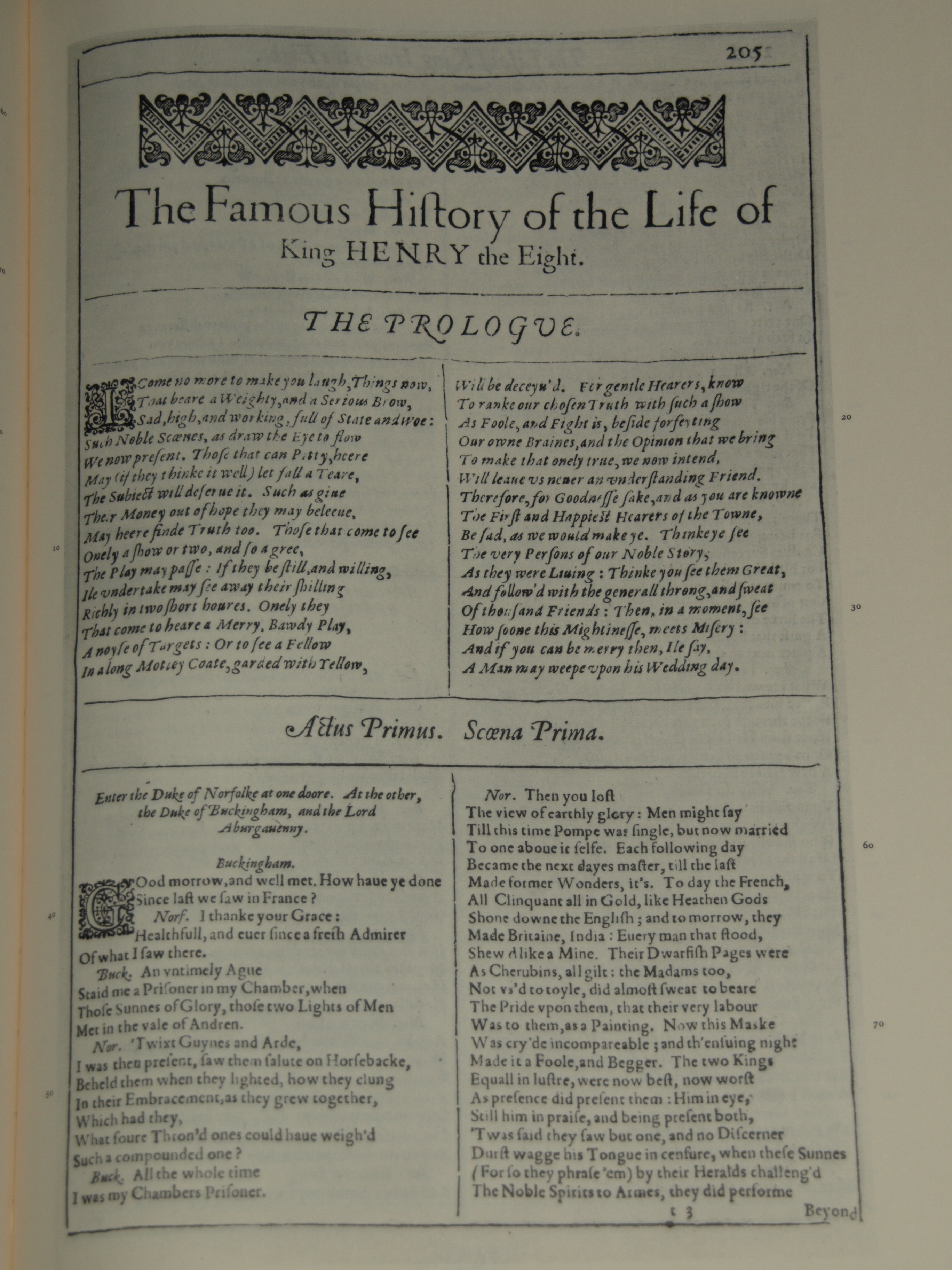
1623年出版的《第一对开本》中《亨利八世》的首页。

《亨利八世》（Henry VIII）是英国剧作家威廉·莎士比亚创作的一部历史剧，故事基于英格兰亨利八世国王的人生。同时代的文档记录了该部戏剧的另一个名称——《All is True》，直到1623年《第一对开本》出版时，《亨利八世》才第一次作为剧本的名称出现。文笔的不同显示出该部作品是由莎士比亚与他在宫内大臣剧团主剧作家接替人约翰·弗莱彻共同创作，或是由弗莱彻改写。在结构上体现出几分莎士比亚后期传奇剧的特征。
1613年，该剧在环球剧场演出时，大炮点燃屋顶，剧场被焚毁。

## 创作时间和演出
大部分18世纪和19世纪的学者，包括塞缪尔·约翰逊、刘易斯·西奥博尔德、乔治·斯蒂文斯和埃德蒙·马隆认为剧本在1603年之前完成。其根据是，剧本对都铎王朝的肯定态度显示它不太可能是在詹姆士一世（其母为都铎王朝的伊丽莎白一世所斩首）时期产生的。然而，正面描写都铎王朝人物如亨利八世的剧本其实在整个斯图亚特王室时代都曾被表演，发行和重新发行。
《亨利八世》是莎士比亚大约20部能够确定具体表演时间的剧本之一。《亨利八世》的表演特别引起注意的原因是表演过程中毁坏了环球剧场的那场火灾，这场火灾记载在同时代一些文献中。火灾发生在1613年6月29日。一些学者认为该剧本在火灾发生时创作完成不久（一份当时的报告提到只表演了不超过2-3次）。但是这份报告的价值遭到了质疑，因为伦敦日记作者塞缪尔·佩皮斯1663年提到《亨利八世》很新，而此时剧本至少已经创作了50年。
火灾过后15年，1628年的6月29日，国王剧团在环球剧场再度表演了该剧本。当时的白金汉公爵乔治·维利尔斯观看了演出，当演出进行到剧中的白金汉公爵被处决的时候离场。一个月后，维利尔斯被暗杀。

## 作者
剧本普遍认为是莎士比亚和约翰·弗莱彻共同创作，弗莱彻后来接替了莎士比亚在国王剧团主剧作家的位置。没有同时期的文件来证明这样一点，主要的证据是文笔的不同，有部分场景更接近弗莱彻的典型风格。目前不能确定弗莱彻是合作者还是改写者。
1850年，弗兰西斯·培根研究专家詹姆斯·斯佩丁首次提出弗莱彻可能是《亨利八世》合作者。 斯佩丁和其他早期的注释者是基于在莎士比亚的作品中看到了大量的弗莱彻独有的风格和偏爱的语言而得出这一假设。接下来的一个世纪，关于双作者一直有争论，越来越多的证据支持合作说。1966年，厄尔德曼和福格尔写道“尽管有一小部分人不同意，今天大部分学者接受了弗莱彻是合作者的理论。”
1962年，赛勒斯·霍伊研究了剧本的格式后，根据莎士比亚和弗莱彻对于词语选择的不同将剧本分成不同部分。例如，弗莱彻使用ye表示you，用em表示them。霍伊的方法被普遍接受，虽然后来的一些研究对其中一些细节提出了质疑。
关于两位作者创作部分最常见的划分如下：
- 莎士比亚——第一幕的第一场和第二场，第二幕的第三场和第四场，第三幕的第二场第1行到203行（国王退场），第五幕第一场
- 弗莱彻——开场白，第一幕的第三场，第二幕的第一场和第二场，第三幕的第一场和第二场第203行到458行，第四幕的第一场和第二场，第五幕第二场-第五场，收场白[10]

## 剧中主要人物
- 亨利八世

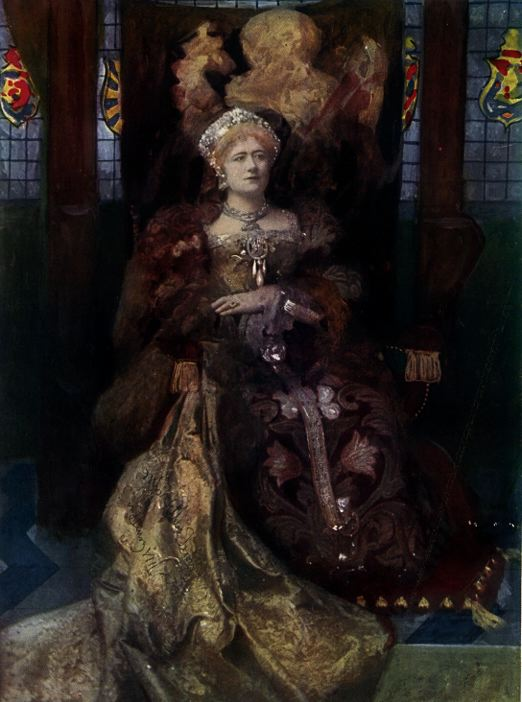
埃伦·特里饰演的凯瑟琳王后

- 沃爾西红衣主教（Cardinal Wolsey），亨利王的大法官
- 坎丕阿斯红衣主教（Cardinal Campeius（英语：Lorenzo Campeggio）），罗马教廷使臣
- 凯普切斯（Capucius（英语：Eustace Chapuys））， 神圣罗马皇帝查理五世的大使
- 克兰麦，坎特伯雷大主教
- 諾福克公爵
- 萨福克公爵（Duke Of Suffolk）
- 勃金汉公爵（Duke Of Buckingham，又译白金汉公爵）
- 萨立伯爵（Earl Of Surrey，勃金汉公爵之婿）
- 大法官（Lord Chancellor）
- 宫内大臣（Lord Chamberlain）
- 噶登纳（Gardiner），温彻斯特主教
- 林肯主教（Bishop Of Lincoln）
- 阿 伯根尼勋爵（Lord Abergavenny，勃金汉公爵之婿）、山兹勋爵（Lord Sandys）、托马斯·洛弗尔爵士（Sir Thomas Lovell）、 亨利·吉尔福德爵士（Sir Henry Guildford）、 安东尼·丹尼爵士（Sir Anthony Denny）、 尼古拉斯·浮士爵士（Sir Nicholas Vaux）
- 凯瑟琳王后，亨利八世妻，后被废
- 安·波琳，第三代諾福克公爵的外甥女，凯瑟琳王后侍女，后立为后

## 剧情介绍
剧本的开场白告诉观众“这次演唱的戏文，又严肃、又重要， 庄严、崇高、动人、煊赫、沉痛， 一派尊贵景象，管叫你泪水纵横”，暗示了接下来剧情的悲惨。
第一幕叙述了勃金汉公爵被总管出卖给沃爾西红衣主教大人，以叛国罪被逮捕，同时牵连到他的亲人和好友。凯瑟琳王后告诉亨利王沃爾西征收苛捐杂税，已经引起民众的不瞒。舞会中亨利王与安·波琳共舞后，被她迷住。
第二幕中，和莎士比亚大部分剧本一样，《亨利八世》通过两位绅士——绅士甲和绅士乙之口传递出勃金汉公爵被诛和凯瑟琳王后要被废除的消息。而安和老妇人谈话时表达了自己并不想当皇后的想法，“说实话，我认为与其绫罗绸缎，珠光宝影，生活 在忧愁痛苦之中，不如出身清寒，和贫贱人来往，倒落个知足长乐，还更好些。”接下来的第四场凯瑟琳王后被教廷审判，她对沃爾西说，“大人，我是个单纯的女人，太柔弱，敌不过您的狡猾。”
第三幕中两位红衣主教拜见皇后，原为西班牙公主的皇后叹道，“身为王后的人现在也得乞求了，当初她踏上这片国土的时候，没想到要维持她的尊严竟要付出这么高的代价啊。”之后大主教沃爾西因给教皇写了密信而遭到亨利王的不满。
第四幕中绅士们再度登场，这次加上了绅士丙，传递出凯瑟琳王后被废的消息，他们还见证了安·波琳加冕典礼，而典礼中提到了两位提升的英国主教。凯瑟琳王后在重病中看到天使在跳舞，她请求凯普切斯转交一封信给亨利王，让他照顾自己的女儿。
第五幕中新皇后生了一个公主伊丽莎白，亨利王为公主举行了隆重的洗礼仪式，体现出英国支教会脱离罗马教廷的统治，成立由英国国王直接领导的英国国教，同时通过主教克兰默之口对伊丽莎白女王的未来统治进行了预言性的颂扬，“她将活到寿考之年，这将是英格兰的福气；她的来日方长，而每日都将以一件好事来结束。”